# Shane Black

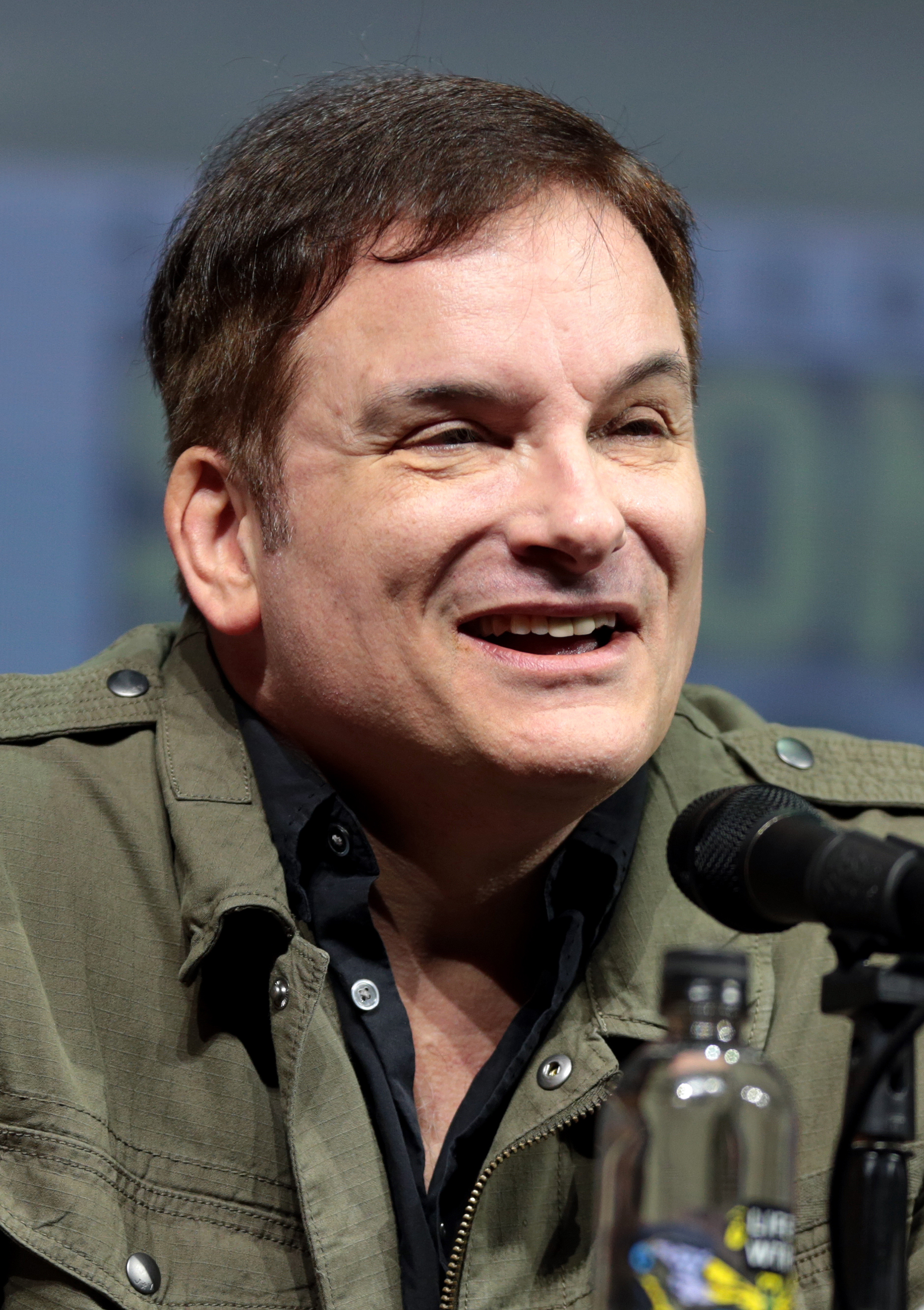
Shane Black bei der San Diego Comic-Con im Juli 2018

Shane Black (* 16. Dezember 1961 in Pittsburgh, Pennsylvania) ist ein US-amerikanischer Filmregisseur, Drehbuchautor und Schauspieler.

## Leben und Karriere
Schon als Kind hatte Black ein Faible für Kriminalromane, Groschenromane und Detektivgeschichten. Er studierte an der University of California Film- und Theaterwissenschaft und begann nach seinem Abschluss 1986 als Schreibkraft zu arbeiten und in seiner Freizeit Drehbücher zu verfassen.
Sein Durchbruch gelang ihm gleich mit seinem ersten Drehbuch Lethal Weapon – Zwei stahlharte Profis, das in die Hände von Produzent Joel Silver fiel. Die Regie übernahm Richard Donner, die Hauptrollen wurden mit Mel Gibson und Danny Glover besetzt. In der Tradition von Buddy-Action-Filmen wie Nur 48 Stunden (1982), erzählt der Film von zwei ungleichen Cops, die sich zusammenraufen müssen. In seiner Karriere kam Black immer wieder zurück zu diesem Subgenre. Lethal Weapon wurde zu einem großen Erfolg an den Kinokassen.
An dem Drehbuch zu Lethal Weapon 2 aus dem Jahr 1989 war Black ebenfalls beteiligt. Es folgten die Drehbücher für Last Boy Scout – Das Ziel ist Überleben (1991), die Mitarbeit an Last Action Hero (1993) und das Drehbuch für Tödliche Weihnachten (1996). Allerdings floppten die beiden letztgenannten Filme an den Kinokassen. Daneben war Black auch in kleineren Rollen als Schauspieler aktiv. Zu sehen war er unter anderem in Predator (1987), RoboCop 3 (1993) und Besser geht’s nicht (1997).
Nachdem er zu einem der bestbezahlten Drehbuchautoren Hollywoods geworden war – für Tödliche Weihnachten erhielt er eine Gage von vier Millionen US-Dollar und für Last Boy Scout 1,75 Millionen –, zog Black sich Ende der 1990er zurück.
2005 meldete er sich mit seinem Regiedebüt zurück, dem Film Kiss Kiss, Bang Bang, für das er auch das Drehbuch verfasst hatte. Die Actionkomödie ist eine Hommage an die Groschenromane, die ihn in seiner Kindheit geprägt haben. 2013 folgte der dritte Teil der Iron-Man-Reihe, 2016 die Buddy-Komödie The Nice Guys mit Russell Crowe und Ryan Gosling. 2018 kam Blacks Film Predator – Upgrade ins Kino, in dem er zusammen mit Kollege Fred Dekker auch das Drehbuch verantwortete.

## Filmografie
Als Schauspieler
- 1987: Predator
- 1988: Dead Heat
- 1991: Die Verschwörer (Dark Justice)
- 1993: RoboCop 3
- 1994: Night Realm
- 1997: Besser geht’s nicht (As good as it gets)
- 1997: Fahr zur Hölle Hollywood (An Alan Smithee Film: Burn Hollywood Burn)
- 2002: The Boy Scout

Als Drehbuchautor
- 1987: Lethal Weapon – Zwei stahlharte Profis (Lethal Weapon)
- 1987: Monster Busters (The Monster Squad)
- 1989: Brennpunkt L.A. (Lethal Weapon 2)
- 1991: Last Boy Scout – Das Ziel ist Überleben (The Last Boy Scout)
- 1992: Brennpunkt L.A. – Die Profis sind zurück (Lethal Weapon 3)
- 1993: Last Action Hero
- 1996: Tödliche Weihnachten (The Long Kiss Goodnight, auch Produzent)
- 1999: A.W.O.L. (auch Ausführender Produzent)
- 2005: Kiss Kiss, Bang Bang
- 2013: Iron Man 3 (mit Drew Pearce)
- 2015: Edge (Fernsehserie, Pilotfolge)
- 2016: The Nice Guys (mit Anthony Bagarozzi)
- 2018: Predator – Upgrade (The Predator)

Als Regisseur
- 2005: Kiss Kiss, Bang Bang
- 2013: Iron Man 3
- 2015: Edge (Fernsehserie, Pilotfolge)
- 2016: The Nice Guys
- 2018: Predator – Upgrade (The Predator)